# شیپونیخا
شیپونیخا (به لاتین: Shipunikha) یک منطقهٔ مسکونی در روسیه است که در سرزمین آلتای واقع شده‌است.